# Yeongju
Yeongju (영주시) ist eine Stadt im äußersten Norden der südkoreanischen Provinz Gyeongsangbuk-do mit einer Fläche von 668,8 km² und einer Bevölkerung von 106.170 Einwohnern im Jahr 2019. Die Stadt grenzt im Osten an den Landkreis Bonghwa, im Westen an den Landkreis Danyang, im Süden an die Stadt Andong und den Landkreis Yecheon sowie im Norden an den Landkreis Yeongwol in der Provinz Gangwon-do. 
Der Buseoksa-Tempel in Yeongju ist ein bedeutender Tempel der Avatamsaka-Sekte des Silla-Buddhismus. Die Sosu Seowon befindet sich ebenfalls hier. Sie ist die erste Seowon (konfuzianische Akademie), die durch Steuerbefreiungen nationale finanzielle Unterstützung erhalten hat.
In Yeongju befindet sich auch ein großes Novelis-Aluminiumwerk, in dem etwa 1000 Mitarbeiter beschäftigt sind. Dieses Werk liefert flachgewalzte Aluminiumblechprodukte an Kunden in ganz Asien.

## Infrastruktur
Über einen Bahnhof und mehrere Nationalstraßen ist die Stadt mit dem Rest des Landes verbunden.

## Schwesterstädte
- Suzhou, Volksrepublik China

## Söhne und Töchter der Stadt
- Won Sei-hoon (* 1951), Beamter
- Kim Dong-choon (* 1959), Sozialwissenschaftler